# رایمونداس ماژولیس
رایمونداس ماژولیس (انگلیسی: Raimundas Mažuolis؛ زادهٔ ۹ مارس ۱۹۷۲) شناگر اهل اتحاد جماهیر شوروی سوسیالیستی است.